# TempleOS
TempleOS (precedentemente noto come J Operating System, SparrowOS e LoseThos) è un sistema operativo per architettura x86-64 creato dal programmatore statunitense Terry A. Davis. Distribuito dall'autore in pubblico dominio, si tratta di un sistema operativo basato su temi biblici che secondo l'autore, affetto da episodi maniacali da lui descritti come rivelazioni divine, sarebbe stato ispirato da Dio per essere il Terzo Tempio. Il sistema ha un'interfaccia simile ad una mistura di DOS e Turbo C e, secondo Davis, è una sorta di moderno Commodore 64 su architettura x86-64, che al posto del BASIC usa una propria variante del C, chiamata HolyC.

## Caratteristiche
Lo sviluppo di TempleOS iniziò nel 2003, dopo che Davis aveva sofferto di episodi maniacali a seguito dei quali era stato ricoverato per un breve periodo. Davis, inizialmente ateo, sosteneva di poter parlare con Dio, e che questi gli avesse detto che il sistema operativo da lui implementato sarebbe il Terzo Tempio. Secondo Davis, il codice sorgente di TempleOS avrebbe un'ispirazione divina, e Dio gli avrebbe chiesto di sviluppare il sistema con risoluzione 640x480, 16 colori e audio monofonico. Il sistema è stato implementato in HolyC, un derivato del C sviluppato da Davis stesso.
HolyC è usato per interagire con la shell, e interi programmi possono essere interpretati. L'ambiente di sviluppo integrato incluso in TempleOS fornisce varie funzionalità, e utilizza un formato non standard per file di testo che permette l'inclusione di collegamenti multimediali, immagini e modelli animati 3D nel codice sorgente. HolyC fornisce la compilazione JIT.
Il sistema operativo supporta multitasking e processori multi-core, usa un modello ring-0-only, usa un singolo spazio di indirizzi, supporta ASCII 8-bit, e non fornisce connettività di rete. Per quanto riguarda la grafica, ha una libreria 2D e 3D per VGA 640x480 a 16 colori. Supporta mouse e tastiera come periferiche di input. I filesystem supportati sono FAT 32 e RedSea (letteralmente Mar Rosso), filesystem con supporto per la compressione creato dallo stesso Davis.

## Ricezione critica
Diverse riviste informatiche come TechRepublic e OSNews recensirono TempleOS in termini positivi, nonostante lo stesso Davis fosse interdetto da OSNews e da diversi altri siti e social network per via dei suoi commenti ostili verso lo staff e gli altri utenti. Nel 2017, TempleOS fu parte di una esposizione di Art Brut in Borgogna.
A seguito della morte di Davis, OSNews pubblicò un articolo che descrisse Davis come un programmatore talentuoso, osservando la complessità richiesta per implementare un intero sistema operativo, ed esprimendo rammarico per la sua malattia mentale. Un articolo del giornale The Dalles Chronicle descrisse il progetto come impressionante per l'essere frutto del lavoro di un singolo programmatore, paragonandolo a "un grattacielo costruito da una singola persona".